# Mytilini (Gemeinde)
Mytilini (griechisch Μυτιλήνη) ist eine griechische Gemeinde auf der Insel Lesbos in der Region Nördliche Ägäis. Sie wurde 2019 durch Auftrennung der 2011 geschaffenen Gemeinde Lesbos aus sechs Gemeindebezirken gebildet. Verwaltungssitz ist Mytilini.

## Verwaltungsgliederung
Die Insel Lesbos war nach der Gemeindereform 1997 in 13 Gemeinden unterteilt. Diese wurden im Rahmen der Verwaltungsreform 2010 nach dem Grundsatz „jede Insel eine Gemeinde“ zum 1. Januar 2011 zur Gemeinde Lesbos (Δήμος Λέσβου Dímos Lésvou) fusioniert. Nachdem sich diese Fusion für die Verwaltung als unzweckmäßig herausgestellt hatte, wurde im März 2019 die Gliederung in zwei Gemeinden beschlossen. Die Gemeinde Mytilini setzt sich aus sechs Gemeindebezirken zusammen, Verwaltungssitz ist Mytilini.
| Gemeindebezirke    | griechischer Name                    | Code   | Fläche (km²) | Einwohner 2001 | Einwohner 2011 | Stadtbezirke / Ortsgemeinschaften (Δημοτική / Τοπική Κοινότητα)                          | Lage |
| ------------------ | ------------------------------------ | ------ | ------------ | -------------- | -------------- | ---------------------------------------------------------------------------------------- | ---- |
| Mytilini           | Δημοτική Ενότητα Μυτιλήνης           | 530101 | 108,222      | 36.196         | 37.890         | Mytilini, Agia Marina, Alyfanda, Afalonas, Loutra, Moria, Pamfila, Panagiouda, Taxiarche |      |
| Agiasos            | Δημοτική Ενότητα Αγιάσου             | 530103 | 079,769      | 02.587         | 02.373         | Agiasos                                                                                  |      |
| Gera               | Δημοτική Ενότητα Γέρας               | 530104 | 086,743      | 06.985         | 06.101         | Pappados, Mesagros, Paleokipos, Perama, Plakados, Skopelos                               |      |
| Evergetoulas       | Δημοτική Ενότητα Ευεργέτουλα         | 530106 | 089,670      | 03.336         | 02.771         | Sykoundos, Asomatos, Ippio, Kato Tritos, Keramia, Lambou Myli, Mychos                    |      |
| Loutropoli Thermis | Δημοτική Ενότητα Λουτροπόλεως Θερμής | 530108 | 080,317      | 03.809         | 03.135         | Loutropolis Thermis, Komi, Mistegna, Nees Kydonies, Pigi, Pyrgi Thermis                  |      |
| Plomari            | Δημοτική Ενότητα Πλωμαρίου           | 530112 | 121,934      | 06.698         | 05.602         | Plomari, Akrasi, Ambeliko, Megalochori, Neochori, Paleochori, Plagia, Trygonas           |      |
| Gesamt             | Gesamt                               | 5301   | 566,655      | 59.611         | 57.872         |                                                                                          |      |